# South Shaanxi Road

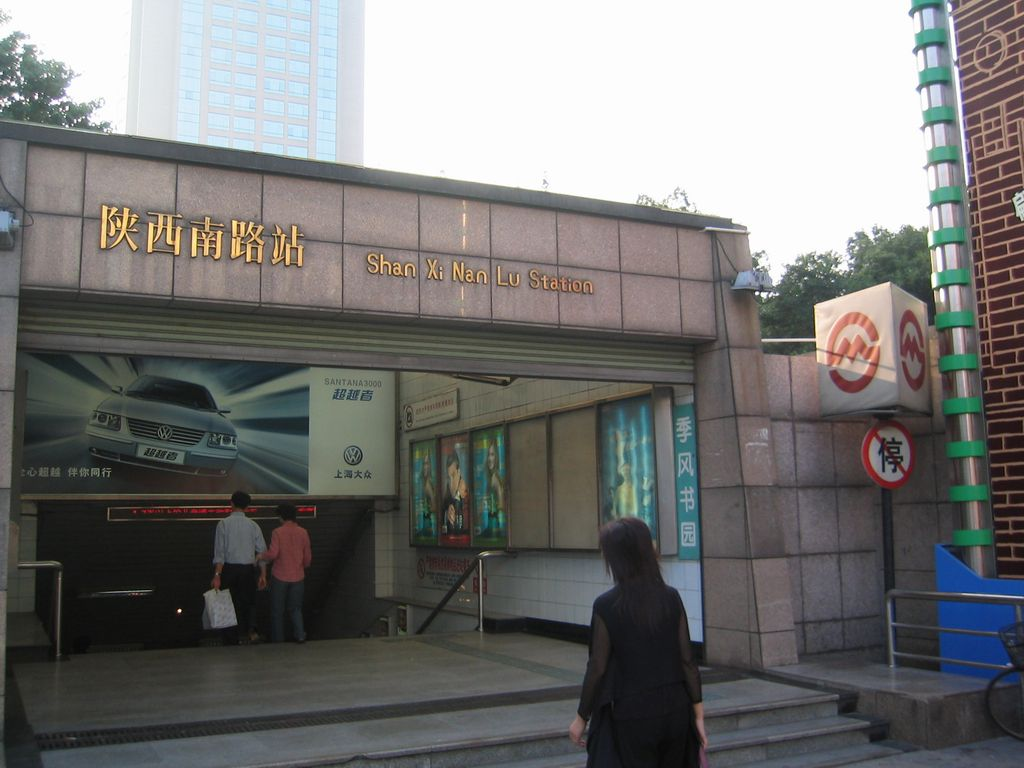
Ingang metrostation

South Shaanxi Road (陕西南路) is een station van de metro van Shanghai. Het station is onderdeel van lijn 1, lijn 10 en lijn 12 en ligt binnen de binnenste ringweg van Shanghai.
Fujin Road · West Youyi Road · Bao'an Highway · Gongfu Xincun · Hulan Road · Tonghe Xincun · Gongkang Road · Pengpu Xincun · Wenshui Road · Shanghai Circus World · Yanchang Road · North Zhongshan Road · Station Shanghai · Hanzhong Road · Xinzha Road · People's Square · South Huangpi Road · South Shaanxi Road · Changshu Road · Hengshan Road · Xujiahui · Shanghai Indoor Stadium · Caobao Road · Station Shanghai-Zuid · Jinjiang Park · Lianhua Road · Waihuan Road · Xinzhuang

Lijnen van de metro van Shanghai: 1 · 2 · 3 · 4 · 5 · 6 · 7 · 8 · 9 · 10 · 11 · 12 · 13 · 14 · 15 · 16 · 17 · 18 · Pujiang Line
Station Shanghai Hongqiao · Hongqiao Airport Terminal 2 · Hongqiao Airport Terminal 1 · Shanghai Zoo · Longxi Road · Shuicheng Road · Yili Road · Songyuan Road · Hongqiao Road · Jiaotong University · Shanghai Library · South Shaanxi Road · Xintiandi · Laoximen · Yuyuan Garden · East Nanjing Road · Tiantong Road · North Sichuan Road · Hailun Road · Youdian Xincun · Siping Road · Tongji University · Guoquan Road · Wujiaochang · Jiangwan Stadium · Sanmen Road · East Yingao Road · Xinjiangwancheng · (opening eind 2020:) Guofan Road · Shuangjiang Road · West Gaoqiao · Gaoqiao · Gangcheng Road · Jilong Road
aftakking: Longxi Road · Longbai Xincun · Ziteng Road · Hangzhong Road

Lijnen van de metro van Shanghai: 1 · 2 · 3 · 4 · 5 · 6 · 7 · 8 · 9 · 10 · 11 · 12 · 13 · 14 · 15 · 16 · 17 · 18 · Pujiang Line
Qixin Road · Hongxin Road · Gudai Road · Donglan Road · Hongmei Road · Hongcao Road · Guilin Park · Caobao Road · Longcao Road · Longhua · Middle Longhua Road · Damuqiao Road · Jiashan Road · South Shaanxi Road · West Nanjing Road · Hanzhong Road · Qufu Road · Tiantong Road · International Cruise Terminal · Tilanqiao · Dalian Road · Jiangpu Park · Ningguo Road · Longchang Road · Aiguo Road · Fuxing Island · Donglu Road · Jufeng Road · North Yanggao Road · Jinjing Road · Shenjiang Road · Jinhai Road

Lijnen van de metro van Shanghai: 1 · 2 · 3 · 4 · 5 · 6 · 7 · 8 · 9 · 10 · 11 · 12 · 13 · 14 · 15 · 16 · 17 · 18 · Pujiang Line